# پیوهیدرازین
پیوهیدرازین (انگلیسی: Pivhydrazine) که با نام‌های پیوازید, پیوالیل بنز هیدرازین و ترساوید (Tersavid) نیز شناخته می‌شود نوعی مهارکننده منوآمین اکسیداز است که به صورت برگشت‌ناپذیر و غیرانتخابی عمل می‌کند. این دارو از خانواده هیدرازین هاست. این دارو پیش تر در دهه ۱۹۶۰ به عنوان ضدافسردگی به کار می‌رفت، اما امروزه دیگر از آن استفاده نمی‌شود.